# Acutelinopteridius mohelianus
Acutelinopteridius mohelianus is een keversoort uit de familie boktorren (Cerambycidae). De wetenschappelijke naam van de soort is voor het eerst geldig gepubliceerd in 1958 door Breuning & Villiers.